# راه‌پیمایی هرزه‌ها

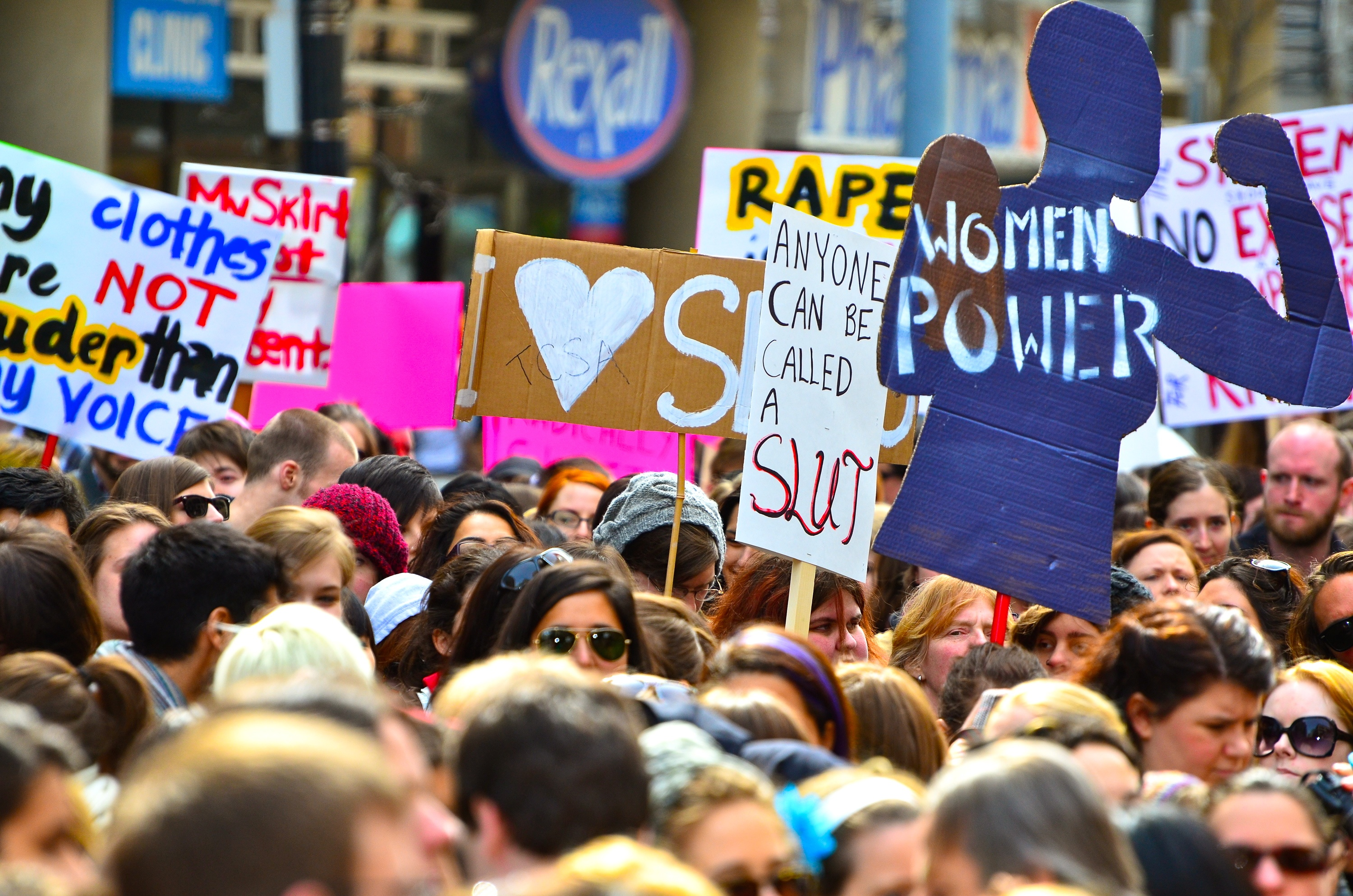
اولین راهپیمایی هرزه‌ها در تورنتو، انتاریو ۳ آوریل ۲۰۱۱

راهپیمایی هرزه‌ها (به انگلیسی: SlutWalk) یک جنبش بین‌المللی است. که خواستار پایان دادن به فرهنگ تجاوز جنسی، از جمله مقصر دانستن و سرزنش قربانیان تجاوز جنسی است. به طور خاص، شرکت کنندگان به هرگونه توجیه یا توضیح تجاوز جنسی‌ با اشاره به ظاهر زن اعتراض میکنند. سر آغاز این راهپیمایی‌ها ۳ آوریل ۲۰۱۱،  در تورنتو، انتاریو، کانادا بود؛ پس از اینکه یک افسر پلیس تورنتو برای پیشگیری از تجاوز جنسی‌ پیشنهاد کرد که زنان باید از پوشیدن لباس های نامناسب مانند هرزه‌ها خودداری کنند. بعد از کانادا، تظاهرات متعاقبی در سر تا سر جهان در اعتراض به فرهنگ تجاوز رخ داد.
این اعتراض به شکل یک راهپیمایی، عمدتا توسط زنان جوان بود. برخی از زنان شرکت کننده لباس‌های باز و دامن‌های کوتاه پوشیدند.
در راهپیمایی های هرزه‌ها در سراسر جهان، معمولاً جلسات و کارگاه های سخنرانانی، موسیقی زنده، اعلامیه، شعار دادن، رقص، هنرهای رزمی، و غیره وجود دارد. در بسیاری از راهپیمایی‌ها و همچنین به صورت آنلاین، زنان برای اولین بار در مورد هویت خود به عنوان قربانی تجاوز جنسی‌ به صورت علنی صحبت می کنند.

## هدف
هدف از راهپیمایی محکوم کردن خشونت جنسی و فرهنگی‌ است که به جای سرزنش متخلف، قربانی تجاوز جنسی‌ را سرزنش می‌کند. از مهم‌ترین شعار‌های این جنبش این است: «به ما نگویید چگونه رفتار کنیم، به آنها بگویید تجاوز نکنند.»